# Pomnik Katyński w Toronto

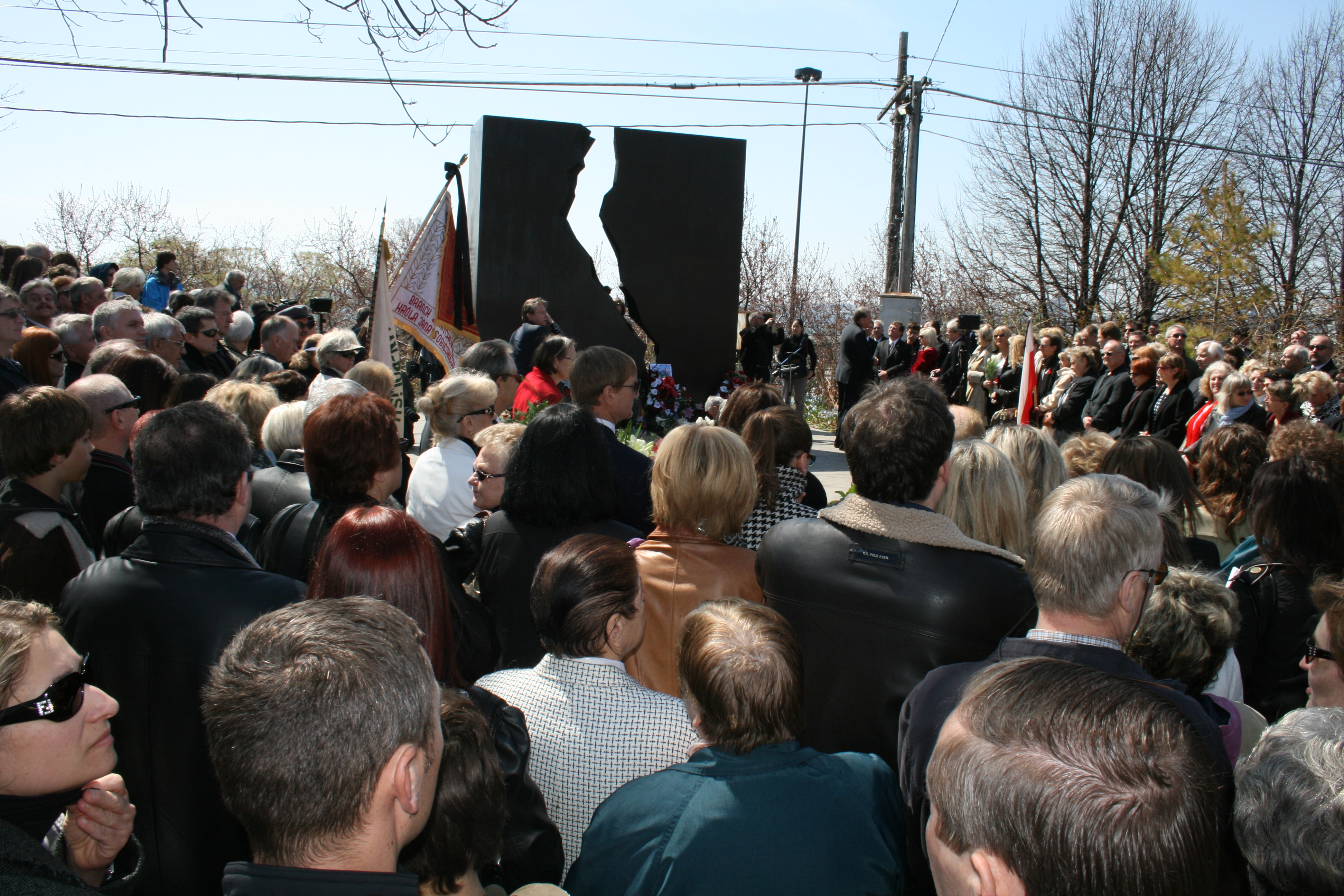
Polonia kanadyjska zebrana pod pomnikiem 10 kwietnia 2010 na wieść o katastrofie smoleńskiej

Pomnik Katyński w Toronto – monument poświęcony pamięci ofiar zbrodni katyńskiej zlokalizowany w Toronto w Kanadzie, odsłonięty 14 września 1980 roku.

## Historia i forma
Masywna, czarna, prostokątna struktura granitowa rozdarta pęknięciem biegnącym nieregularnie wzdłuż pionowej osi centralnej. Na bocznych ścianach bryły pomnika umieszczona jest dedykacja  od strony południowej po angielsku, a od północnej po polsku. Inskrypcja informuje, że pomnik poświęcono: „Pamięci 15 tysięcy polskich jeńców wojennych, zaginionych w 1940 roku z obozów w Kozielsku, Starobielsku i Ostaszkowie na terytorium ZSRR. Ponad cztery tysiące ofiar wymordowanych przez funkcjonariuszy tajnej policji sowieckiej odkryto później w masowych grobach w Katyniu pod Smoleńskiem“.
Pomnik upamiętnia symboliczną liczbę ofiar, ponieważ dokładna nie jest znana do dzisiaj. Na mocy decyzji Biura Politycznego KC Komunistycznej Partii ZSRR funkcjonariusze NKWD dokonali skrytobójczej zbrodni katyńskiej na blisko 22 tysiącach obywateli Państwa Polskiego. Wiosną 1940 roku zostali zabici strzałem w tył głowy i zakopani w masowych dołach w co najmniej pięciu zidentyfikowanych miejscach zagłady, a wiele jest miejsc dotąd nie znalezionych. Las katyński pod Smoleńskiem został najwcześniej odkryty i stał się symbolem miejsca kaźni odnoszącym się do wszystkich ofiar. Zbrodnia ta – według oceny prawnej Głównej Komisji Ścigania Zbrodni przeciwko Narodowi Polskiemu, pionu śledczego Instytutu Pamięci Narodowej – jest uznawana za ludobójstwo, w sprawie którego od 30 listopada 2004 prowadzone jest śledztwo. Polska ocena prawna zbrodni jest odrzucana przez Rosję.

## Jeden z pierwszych
Przez wiele lat pomniki poświęcone zbrodni katyńskiej nie miały szans powstania nawet w krajach niebędących pod wpływami ZSRR. Podczas gdy w Polsce skutecznie działała „antykatyńska” cenzura, o tyle emigracja polska i historycy innych krajów starali się dotrzeć do całkowitej prawdy o sprawie katyńskiej i godnie uczcić ofiary.
Pierwszy obelisk z napisem „KATYN 1940“ umieszczono na londyńskim cmentarzu Gunnersbury dopiero w roku 1976 (por. Pomnik Katyński w Londynie). Na znak protestu przeciwko bojkotowi uroczystości odsłonięcia pomnika przez ówczesny labourzystowski rząd, Winston Churchill, wnuk premiera Churchilla, napisał głośny list do „Timesa”, w którym oskarżył władze, że boją się drażnić Moskwę. Bojkot uroczystości nazwał w swym liście smutnym i haniebnym wyrazem uznania dla ofiary odważnego (polskiego) sojusznika, który przystąpił do wojny w 1939 roku.
Pomnik w Toronto stał się pierwszym na świecie pomnikiem katyńskim w miejscu publicznym na terenie miejskim. Powstał dzięki determinacji kanadyjskiej Polonii, pomimo sprzeciwu kilku ambasad i osobistości. Inicjatorem jego powstania był płk Tadeusz Walkowski.
Decyzja o powstaniu pomnika zapadła podczas XXIII Zjazdu Kongresu Polonii Kanadyjskiej, który odbywał się 12–16 października 1974 roku w St. Catharines. Z 52 zgłoszonych projektów w konkursie zwyciężyła koncepcja polskiego emigranta z USA, architekta, prof. Tadeusza Janowskiego. Pod nadzorem autora budowę pomnika bezpłatnie wykonała kanadyjska firma Milne & Nicholls. W ceremonii odsłonięcia 14 września 1980 roku wziął udział przybyły z Rzymu kardynał Władysław Rubin, a w uroczystościach uczestniczyło ponad 10 tys. osób. Ówczesny premier Kanady Pierre Trudeau, obawiając się reakcji sowieckich, nie pozwolił dwóm politykom polskiego pochodzenia, senatorowi Stanleyowi Haidaszowi i posłowi Jesse Flisowi, wziąć udziału w uroczystościach z ramienia rządu.
Z biegiem lat wiele kolejnych pomników katyńskich wzniesiono w USA (najbardziej znane to Narodowy Pomnik Katyński w Baltimore i pomniki w Jersey City i Chicago), Wielkiej Brytanii, a nawet w Południowej Afryce (Pomnik Katyński w Johannesburgu).
Dopiero w 1994 w Krakowie zawarto porozumienie między rządami Polski i Rosji o cmentarzach i miejscach pamięci ofiar wojen i represji totalitaryzmów. Dzięki temu w 2000 otwarto od razu trzy cmentarze: Cmentarz Ofiar Totalitaryzmu w Charkowie, Cmentarz Wojenny w Katyniu i Cmentarz Wojenny w Miednoje.

## Lokalizacja
Pomnik znajduje się w południowo-zachodniej części Toronto, na miniaturowym skwerze 226 metrów od brzegów jeziora Ontario przy King Street West u styku Queen Street West (przechodzącej w Queensway) i Roncesvalles Avenue (uważanej za najbardziej polską ulicę Toronto). W bezpośrednim sąsiedztwie mieszka znaczna liczba Polaków i innych emigrantów z krajów Europy Wschodniej, osiedlających się tu od początków XX wieku.
Dla miejscowej społeczności polskiej jest to miejsce szczególnego znaczenia. Pod pomnikiem obchodzone są doroczne uroczystości ku czci pomordowanych, organizowane przez Kongres Polonii Kanadyjskiej – Okręg Toronto – z udziałem organizacji weteranów i harcerstwa. Tam również składane są symboliczne wieńce przy wielu innych okazjach, m.in. podczas obchodów Święta Niepodległości i rocznicy Konstytucji 3 Maja.